# Perché la Chiesa
Perché la Chiesa è un saggio del sacerdote cattolico e teologo Luigi Giussani, fondatore del movimento Comunione e Liberazione. È il terzo e ultimo volume del PerCorso, opera in tre parti, pubblicata per la prima volta tra il 1986 e il 1992, nella quale don Giussani riassume il suo itinerario di pensiero e di esperienza e che rappresenta la base, sviluppata in quarant'anni di insegnamento, della sua proposta educativa.

## Storia editoriale

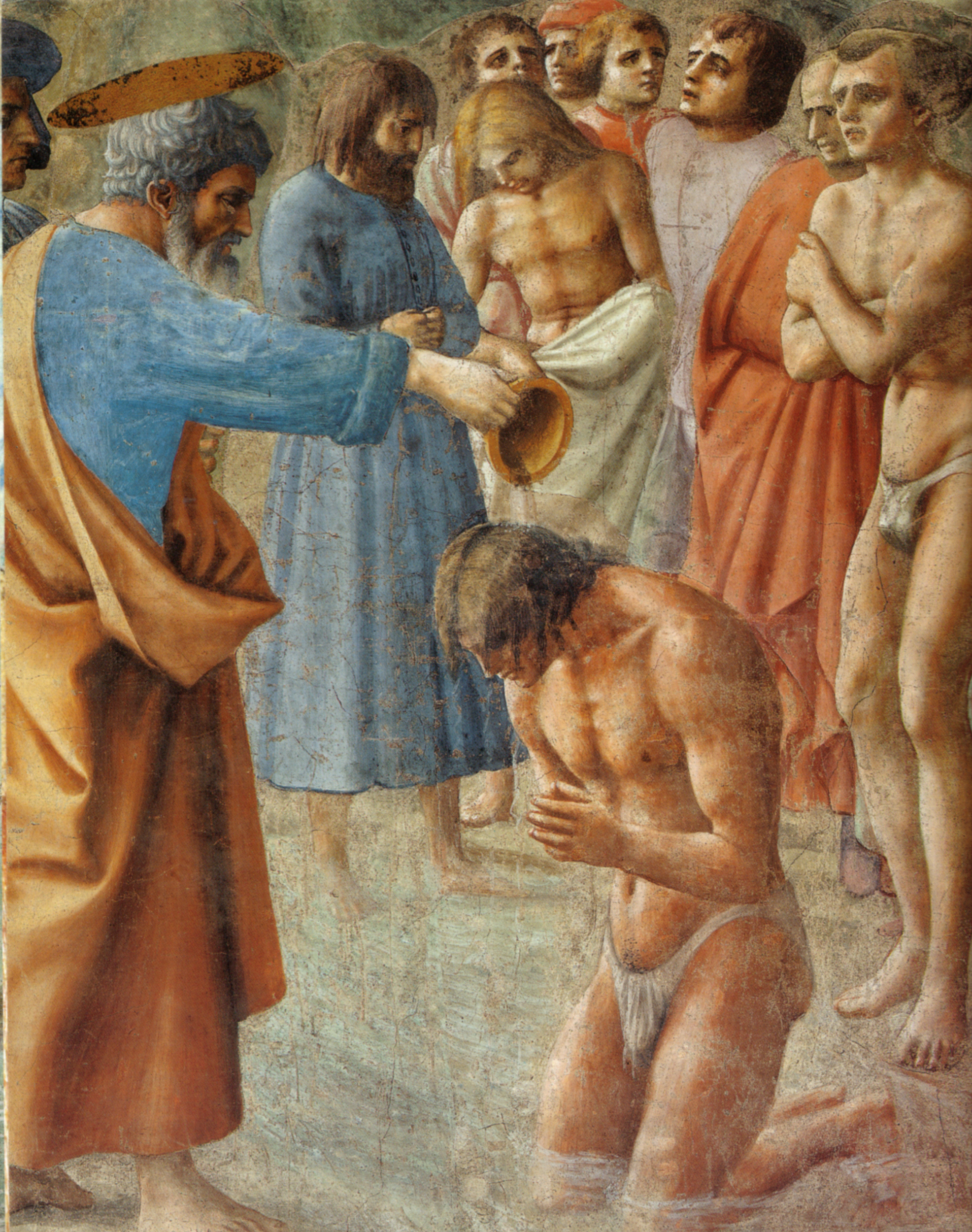
Un particolare dell'affresco Battesimo dei neofiti di Masaccio nella Cappella Brancacci della chiesa di Santa Maria del Carmine a Firenze è stato utilizzato per la copertina delle edizioni di Perché la Chiesa edite da Rizzoli. San Pietro, che impersonifica la Chiesa intera, impartisce il battesimo nel nome di Gesù ad alcuni discepoli.

Il PerCorso nacque, come impianto iniziale, quale base delle lezioni di religione tenute da don Giussani al liceo Berchet di Milano negli anni cinquanta e in seguito rielaborata per l'insegnamento di introduzione alla teologia all'Università Cattolica.  L'opera intende esemplificare le modalità secondo le quali si può aderire coscientemente e ragionevolmente al cristianesimo, tenendo conto dell'esperienza reale.
Il libro ricalca, sviluppandola, l'impostazione data da don Giussani in una sua prima opera intitolata Il senso religioso e pubblicata originariamente nel 1966. Seguendo lo schema lì adottato, il PerCorso inizia col tema del senso religioso inteso come «essenza stessa della razionalità e la radice della coscienza umana». Il secondo volume riguarda il tema della rivelazione, mentre il terzo verte sul tema della Chiesa.
Perché la Chiesa fu pubblicato in due tomi: il primo, intitolato La pretesa permane (con chiaro riferimento al titolo del secondo volume All'origine della pretesa cristiana), uscì per Jaca Book nel maggio del 1990; il secondo, intitolato Il segno efficace del divino nella storia, uscì invece nel marzo del 1992 come conclusione dell'intero progetto editoriale del PerCorso.
Nel 2003 Rizzoli Editore, che aveva iniziato a pubblicare i libri di Giussani sin dal decennio precedente e aveva già ripubblicato i primi volumi del PerCorso, realizzò quella che, riveduta e corretta, con un nuovo apparato bibliografico e di note, una nuova introduzione dell'autore e un nuovo capitolo finale, è considerata l'edizione "definitiva" di Perché la Chiesa, riunendo in un unico volume i due tomi precedentemente editi da Jaca Book. Il testo fu poi pubblicato anche in edizione economica nella Biblioteca Universale Rizzoli nel 2005.
L'intero PerCorso è stato pubblicato da Rizzoli nel volume antologico L'itinerario della fede nel 2007 all'interno della collana Firme Oro.
Nel 2014 Rizzoli ha pubblicato una edizione rinnovata del volume del 2003 con l'identico testo, ma con un aggiornamento dell'apparato delle note.
Perché la Chiesa e gli altri testi del PerCorso sono alla base del volume per l'insegnamento della religione cattolica rivolto agli studenti delle scuole superiori intitolato Scuola di religione e pubblicato dalla SEI di Torino nel 1999 (e in una nuova edizione nel 2003).
L'edizione in lingua spagnola di Perché la Chiesa fu presentata il 15 giugno 2005 a Buenos Aires dall'allora arcivescovo della capitale argentina Jorge Mario Bergoglio divenuto poi papa Francesco.

## Contenuti
Dopo il tema del senso religioso, sviluppato nel primo volume del PerCorso, e quello dell'avvenimento cristiano, la "pretesa" di Cristo di essere risposta al destino dell'uomo, sviluppato nel secondo, don Giussani affronta il tema della Chiesa, «il fenomeno storico il cui unico significato consiste nell'essere per l'uomo la possibilità di raggiungere la certezza su Cristo».
In tal senso l'autore sviluppa la risposta alla domanda «Io, che vengo il giorno dopo quello in cui Cristo se ne è andato, come faccio a sapere se veramente si tratta di qualcosa che sommamente mi interessa, e come faccio a saperlo con ragionevole sicurezza?». Questo è il problema di ciò che si chiama "Chiesa". Per la verifica a tale domanda, dice Giussani, è necessaria una «adeguata convivenza» e una «sintonia col fenomeno».

### L'indagine sul "problema Chiesa"
Giussani antepone all'approfondimento del problema due premesse. La prima indaga sul metodo da utilizzare per raggiungere una certezza sul "problema Chiesa". L'autore individua tre atteggiamenti culturali che offrono diverse rispostae alla domanda posta. Il primo è considerare la Chiesa un fatto del passato secondo un metodo "storico-razionalistico". Il secondo è quello della posizione protestante, secondo cui la certezza su Cristo avviene attraverso un'illuminazione interiore. Il terzo atteggiamento è quello che Giussani giudica più ragionevole e adeguato alla domanda iniziale e che definisce "ortodosso-cattolico" secondo i metodo dell'incontro con un fatto integralmente umano.
Nella seconda premessa Giussani individua i motivi e la dinamica secondo cui l'uomo, in particolare quello moderno, ha difficoltà nel comprendere il significato dell'esperienza cristiana. In tal senso Giussani colloca storicamente tra la fine del Medioevo e l'inizio dell'Umanesimo una discuntinuità che segna l'avvio di un processo di disarticolazione della mentalità religiosa originaria e unitaria. L'uomo inizia a bastare a se stesso e inizia la frammentazione in una moltitudine di ideali diversi fino al Rinascimento quando la natura, e non Dio, diventa la fonte ultima dell'energia umana. Il tutto porta infine alla concezione moderna razionalista e scientista. Il fattore comune a questa evoluzione frammentaria della mentalità è il concetto della centralità dell'uomo concepito astrattamente: «Dio non è negato. [...] purché sia chiaro che con la realtà umana non c'entra.».

### I fattori costitutivi del fenomeno cristiano nella storia
Nell'affrontare il tema centrale del libro e aiutato da citazioni del Nuovo Testamento e di testi storici sul cristianesimo primitivo, Giussani afferma che la Chiesa si pone nella storia come nesso vivo con Cristo, cioè come luogo del rapporto con Gesù. Prosegue descrivendo come negli Apostoli è continuata l'evidenza del rapporto con Cristo dopo la sua morte e risurrezione.
L'autore individua poi quelli che sono i tre fattori costitutivi del fatto cristiano così come si è reso evidente nella storia. Innanzitutto l'aspetto comunitario in una realtà sociologicamente identificabile e visibile, l'ecclesia Dei, la comunità di Dio. Non più una appartenenza etnica com'era per gli Ebrei, ma un popolo costituito da coloro che Dio ha messo insieme nella fede in Cristo. In secondo luogo i primi cristiani sono consapevoli che tutto ciò che accade in loro di eccezionale non è frutto della loro adesione, intelligenza o volontà, ma «dono dello Spirito», di una «Forza dall'Alto» che li ha investiti. Per i primi cristiani si tratta dell'esperienza di un cambiamento sperimentabile che ha come esito anche la capacità missionaria.
Infine il cristianesimo dà inizio per ognuno a un nuovo tipo di vita, anche comunitaria (descritta con il termine neotestamentario koinonìa, che indica un gruppo di persone che ha qualcosa in comune). I primi cristiani hanno in comune la ragione della vita, cioè Cristo. La comunione si esprime così in un ideale etico, la tendenza a mettere in comune tutte le risorse materiali e spirituali, non solo per la risposta ai bisogni materiali, ma con gratuità, in un fenomeno nuovo e inedito dentro la società.

### La Chiesa come segno del divino nella storia
Nella seconda sezione (che corrisponde al secondo tomo della edizione originale Jaca Book) Giussani descrive come la Chiesa definisce se stessa: «la Chiesa si pone di fronte al mondo come realtà sociale carica di divino, vale a dire, si pone come realtà umana e realtà divina.»
Il primo aspetto analizzato è quello del "fattore umano", veicolo del divino attraverso l'uomo, che è la stessa pretesa di Cristo che costituì il principale scandalo suscitato presso la gente del suo tempo. Attraverso san Paolo l'autore descrive come la Chiesa delle origini avesse coscienza del metodo usato da Dio per comunicarsi all'umanità attraverso l'uomo, nonostante la sua debolezza e la sua inadeguatezza, ma anche attraverso temperamento e mentalità precisi e particolari. Inoltre il metodo scelto da Dio è quello di scommettere sulla libertà dell'uomo: «la libertà delle persone è ciò attraverso cui definitivamente passa il comunicarsi del divino.»
Come conseguenza della scelta di Dio del fenomeno umano come strumento di comunicazione efficace di sé, Giussani affronta la risposta alla domanda su qual è la funzione che la Chiesa pretende di avere sul corso degli eventi storici. «La funzionalità della Chiesa nella scena del mondo è già implicita nella consapevolezza di essere prolungamento di Cristo: è ciò la funzionalità stessa di Gesù. La funzione di Gesù nella storia è l'educazione al senso religioso dell'uomo e dell'umanità», senso religioso inteso come «la posizione esatta della coscienza e tentativamente come atteggiamento pratico dell'uomo di fronte al suo destino.» In tal senso, dice l'autore, «la salvezza si genera da una verità di posizione dell'uomo di fronte a se stesso e al suo destino ultimo. Ma la definitiva parola sulla struttura dell'uomo singolo - del nostro "io" - e sulla storia dell'uomo non la possono dire né una appassionata introspezione, né una analisi scientifica, né le varie ideologie che ogni epoca crea come proiezione dei suoi sforzi e dei suoi limiti [..]. L'ultima parola sulla struttura dell'uomo singolo, e perciò del suo immanente destino e sulla storia è stata fatta emergere nella storia stessa da Dio: il Verbo si è comunicato all'uomo facendosi carne.»
Giussani descrive poi le caratteristiche della Chiesa come prolungamento di Cristo. Innanzitutto la concezione dell'irriducibilità dell'uomo come persona, per il significato a cui tende, il regno di Dio. Quindi una preoccupazione educativa mutuata da Cristo stesso, che non dimentica la necessità di valorizzare la libertà dell'uomo. L'autore sintetizza la gamma dei problemi umani in quattro grandi categorie fondamentali: cultura, cioè l'orizzonte dei problemi connessi alla ricerca della verità e del senso della vita; amore, cioè il problema che si sperimenta nella continua ricerca di completezza personale; lavoro, cioè il desiderio dell'uomo di incidere attraverso la sua personalità sulla realtà del suo tempo e del suo spazio; infine la categoria espressa col termine politica, il problema cioè della convivenza umana. Giussani dice però che la Chiesa non ha come compito ultimo la soluzione dei problemi umani, quelli che incontra lungo il cammino, a qualunque delle categorie appartengano. Per Giussani la più autentica dimensione dell'uomo cristiano è quella dell'homo viator, cioè del viandante, «consapevole del fatto che la vita è un cammino, è andare verso il proprio traguardo, e che la soluzione totale sta al fondo di tutti i problemi ed è opera di Dio, non più nostra.»

### Il divino nella Chiesa
Il primo modo in cui il divino si comunica tramite la realtà umana della Chiesa è l'aiuto che essa dà all'uomo a raggiungere una obiettiva sicurezza e chiarezza sui significati ultimi della propria esistenza, cioè una comunicazione di verità, attraverso la comunità, la tradizione e il magistero. La realtà divina si comunica come grazia soprannaturale o santificante che cambia l'uomo.
(2Cor5,17)
I sacramenti sono i segni efficaci attraverso cui si comunica la grazia. Il sacramento indica sia la dinamica con cui si comunica la realtà divina nella persona di Cristo, sia il sacro patto di fedeltà che Dio ha voluto stringere con l'uomo. La trasformazione dell'uomo nuovo, attraverso i sacramenti, avviene però solo inforza della libera adesione dell'uomo.

### La verifica
Nell'ultima parte del testo Giussani intende dare risposta alla domanda «La Chiesa è veramente il prolungarsi di Cristo nel tempo e nello spazio?». Prima vengono esposti alcuni criteri necessari per rispondere a questa domanda esprimibile anche come: «[La Chiesa] è il luogo e il segno della Sua presenza [di Cristo]?». Innanzitutto, secondo l'autore, è da tener presente che Gesù si rivolge alla persona così com'è, con le sue esigenze del cuore e confrontandosi con tutta la sua esperienza elementare. La Chiesa quindi "scommette" sull'uomo, un uomo dotato del necessario senso critico allenato nel continuo paragone con i criteri originali del cuore e in un continuo giudizio dettato dall'esperienza. All'uomo è richiesta la necessaria disponibilità del cuore, cioè la mancanza di pregiudizio.
Giussani descrive i quattro frutti dai quali è verificabile l'efficacia della presenza della Chiesa nella storia come prolungamento di Cristo e che sono elencati come caratteristiche fondamentali della Chiesa nella formula del Credo secondo il Simbolo niceno-costantinopolitano:
(Il Credo)
- L'unità, cioè una semplicità unificante nel sentire e giudicare l'esistenza, di cui il dogma della Trinità è il fondamento.
- La santità, prerogativa dell'uomo realizzato, che vive e agisce con la consapevolezza del motivo ultimo della propria azione.
- La cattolicità (dal greco katholikós, "universale"), dimensione della Chiesa che esprime la capacità di pertinenza all'umano in tutte le variabili delle sue espressioni.
- L'apostolicità, secondo cui la Chiesa afferma di essere l'unica depositaria di una tradizione di valori e di realtà che deriva dagli apostoli.

### «Se' di speranza fontana vivace»
Nella prefazione all'edizione Rizzoli di Perché la Chiesa Giussani spiega perché è stato aggiunto un ultimo capitolo dedicato a Maria. «Senza la Madonna non potremmo intendere nulla del senso religioso né della pretesa cristiana, tanto meno della Chiesa» – gli argomenti dei tre volumi del PerCorso.

## Edizioni
- Luigi Giussani, Perché la Chiesa. Tomo 1, La pretesa permane. Volume terzo del PerCorso, 1ª ed., Milano, Jaca Book, Già e non ancora 177, maggio 1990,  p. 144, ISBN 88-16-30177-5.
- Luigi Giussani, Perché la Chiesa. Tomo 2, Il segno efficace del divino nella storia. Volume terzo del PerCorso, 1ª ed., Milano, Jaca Book, Già e non ancora 221, marzo 1992,  p. 152, ISBN 88-16-30221-6.
- Perché la Chiesa in  Luigi Giussani, Opere (1966-1992), Vol. 1, Il PerCorso, 1ª ed., Milano, Jaca Book, Già e non ancora 273, 1994,  p. 696, ISBN 88-16-30273-9.
- Luigi Giussani, Perché la Chiesa. Volume terzo del PerCorso, 1ª ed., Milano, Rizzoli, ottobre 2003,  p. 330, ISBN 88-17-87298-9.
- Luigi Giussani, Perché la Chiesa. Volume terzo del PerCorso, 1ª ed., Milano, Biblioteca Universale Rizzoli, BUR Saggi, 2005,  p. 340, ISBN 978-88-17-00623-1.
- Luigi Giussani, Perché la Chiesa. Volume terzo del PerCorso, nuova edizione, Milano, Rizzoli, gennaio 2014,  p. 330, ISBN 88-17-07004-1.

### Scuola di religione
- Luigi Giussani, Scuola di religione. Per le scuole superiori, a cura di Marco Artoni, Gianni Mereghetti, 1ª ed., Torino, SEI, 1999,  p. 502, ISBN 978-88-05-02621-0.
- Luigi Giussani, Scuola di religione. Per le scuole superiori, a cura di Gianni Mereghetti, 2ª ed., Torino, SEI, 2003,  p. 564, ISBN 978-88-05-02837-5.